# YJ-82
O YJ-82 é um míssil de cruzeiro anti-navio subsónico chinês subsónico. Ele é fabricado pela Terceira Academia da China Aerospace Science and Industry Corporation.
É a versão da YJ-8 capaz de ser lançado a partir de submarinos.